# Centro Desportivo Universitario Lisboa
Maillots
Dernière mise à jour : 28 février 2013.
Le Centro Desportivo Universitario de Lisboa est un club portugais de rugby à XV basé à Lisbonne. Il évolue au plus haut niveau du rugby portugais, le Championnat du Portugal de rugby à XV ou Division d'Honneur.

## Histoire
Le club est fondé le 3 mars 1952.

## Palmarès
- Championnat du Portugal
  - Vainqueur (18) : 1964, 1965, 1966, 1967, 1968, 1969, 1971, 1972, 1974, 1978, 1980, 1982, 1983, 1984, 1985, 1989, 1990 et 2012
- Coupe du Portugal
  - Vainqueur (8) : 1968, 1977, 1979, 1986, 1988, 1989, 2013, et 2015
  - Finaliste (10) : 1951, 1969, 1972, 1980, 1984, 1985, 1987, 1993, 2010, et 2014
- Coupe Ibérique
  - Vainqueur (3) : 1984, 1985 et 2013
  - Finaliste (7) : 1965, 1967, 1968, 1969, 1986, 1990 et 1991